# Cornelis Brouwer (predikant)

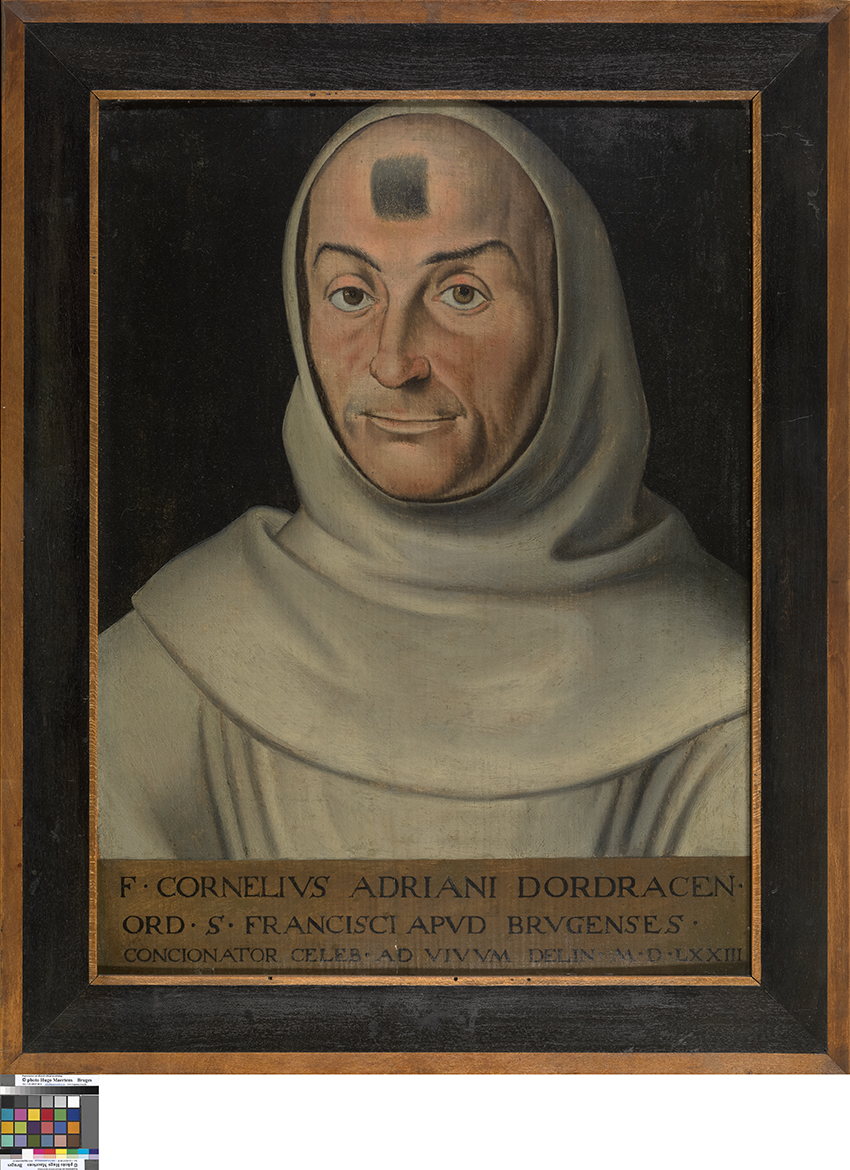
Cornelis Brouwer

Cornelis Brouwer (Dordrecht, 1521 - Brugge, 14 juli 1581), ook bekend als Cornelis Adriaensen en als Broeder Cornelis van Dordrecht, was een minderbroeder-franciscaan en predikant, voornamelijk actief in Brugge.

## Levensloop
Cornelis (Adriaenszoon) Brouwer werd geboren in een welgesteld gezin. Zijn vader, Adriaen Wouterszoon Brouwer, weduwnaar geworden, werd tot priester gewijd en werd pastoor van de Nieuwe Kerk in Dordrecht.
Voor universitaire studies trok Cornelis naar Leuven.
- In 1537 begon hij aan studies filosofie.
- In 1540 behaalde hij het baccalaureaat, als derde op 134 deelnemers aan het examen.
- Van 1544 tot 1546 was hij docent filosofie aan het College Het Varken.
- Ondertussen was hij in 1545 tot priester gewijd.

In 1546 verhuisde Brouwer naar Brugge en doceerde er theologie in de colleges die in de stadshallen werden gehouden in het kader van het Cubafonds, opgericht door de Bruggeling Jan De Witte (1475-1540), die bisschop was geweest in Cuba.

## Franciscaan
In 1547 trad hij in bij de minderbroeders.
Hij begon toen aan een loopbaan binnen deze orde, als overste en als predikant, als volgt:
- in 1549 hield hij de vastenpreken in de Brugse Sint-Jacobskerk;
- van 1552 tot 1554 doceerde hij in eigen klooster voor zijn medebroeders;
- van 1557 tot 1560 was hij gardiaan (overste) van het Brugse klooster;
- van 1560 tot 1563 was hij vicaris (onderoverste) in zijn klooster;
- van 1568 tot 1578 was hij opnieuw gardiaan van het Brugse klooster.

Vanaf 1560 begon hij aan een jarenlange polemische strijd tegen het stadsbestuur en meer bepaald tegen pensionaris Gillis Wyts. Wyts was de inspirator van nieuwe verordeningen die door het stadsbestuur werden uitgevaardigd met betrekking tot de armenzorg. Hij was een jonge vriend geweest van Erasmus, Thomas More en Juan Luis Vives en had bij deze laatste de inspiratie gevonden om een modernere armenzorg te ontwikkelen, die méér door de overheid werd georganiseerd en minder door kerkelijke instellingen. De nieuwe verordeningen stipuleerden dat bedelarij verboden werd, dat leeglopers verplicht te werk werden gesteld en dat het stadsbestuur geldelijke steun zou verlenen aan bejaarden, zieken en grote gezinnen die in armoede leefden.
Cornelis was van mening dat dit ongunstig was voor de positie van de kerk, en ging er samen met enkele andere geestelijken hevig tegen tekeer, vooral tijdens zijn preken in de Sint-Walburgakerk. Het stadsbestuur had last van die oppositie en vroeg aan bisschop De Corte de preken te verbieden, wat hij ook deed.
In 1563 bevestigde de faculteit theologie van Leuven dat ze zich aansloot bij de verordeningen van de stad Brugge. Dit was een postume overwinning voor pensionaris Wyts, die het jaar voordien was overleden, en een nederlaag voor Broeder Cornelis, die naar Kortrijk afdroop. Nochtans was hij vanaf 1566 weer in Brugge en hernam zijn opruiende preken tegen het stadsbestuur en ook tegen de protestanten. In 1568 werd hij weer gardiaan van het Brugse klooster en bleef dit tot in 1578. In 1568 werd hij een van de zeven onderinquisiteuren die, onder de leiding van de deken van Ronse Pieter Titelmans, de algemene apostolische inquisitie in de Spaanse Nederlanden vormden. Cornelis hield verder gloedvolle vastenspreken: in 1570-1572 in de Onze-Lieve-Vrouwekerk en in 1573-1575 in de Sint-Salvatorskerk. Hij werd door zijn druk bijgewoonde preken immens populair. Het stadsbestuur bleef zijn geliefkoosde schietschijf en toen het geduld daarvan ten einde kwam, verbood het bestuur hem nog verder te prediken.
Enkele maanden later werd de stad ingenomen door de extreme calvinisten die onder het bevel stonden van François van Ryhove. De meeste priesters, vooral de monniken, ontvluchtten Brugge, nog voor op 3 augustus 1578 het bevel kwam dat ze de stad moesten verlaten. Cornelis deed dit niet en ging schuilen bij de rijke handelaar Johannes Joens. Volledig clandestien verbleef hij daar niet, want hij kreeg er bezoek van nieuwsgierige calvinisten die hem wilden leren kennen. Zo ontving hij Filips van Marnix van Sint-Aldegonde, Herman Moded en Taffu. Het verhaal wil dat Cornelis het ook toen niet kon laten om zijn bezoekers te plagen door op te merken dat de meeste mensen door vrienden bezocht werden, maar dat bij hem zelfs zijn vijanden op bezoek kwamen.
Stilaan werd hij ziek en ging wonen bij de lakenhandelaar Otto Arremare. Het is bij hem dat hij op 14 juli 1581 overleed. Hij zou de verdrijving van de calvinisten en het herstel van de katholieke godsdienst, die pas in 1584 plaatsvonden, niet meer meemaken.
Van Broeder Cornelis bestaat een portret op houten paneel door een anonieme schilder, dat bewaard wordt in het Brugse Groeningemuseum.

## De satire tegen Brouwer

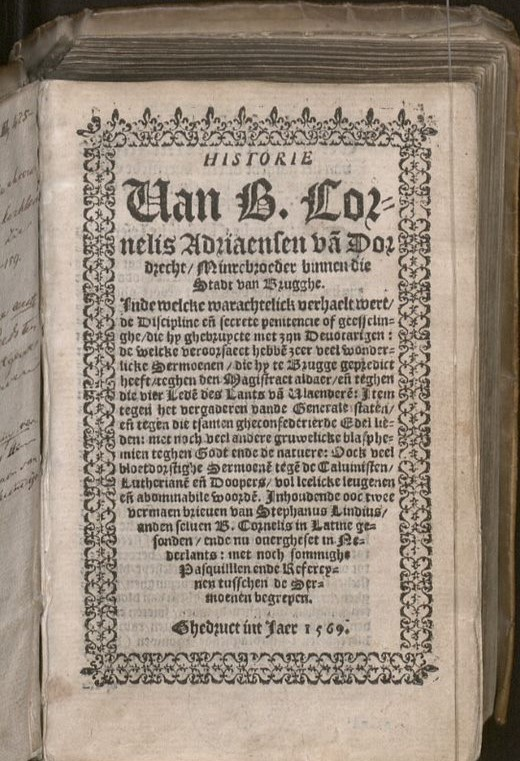
Eerste druk van de satirische Historie (sermoenen) van Broer Cornelis. Gemaakt in Brugge in 1569. Bewaard in de Openbare Bibliotheek Brugge.

Brouwer was in de loop van de jaren bekend geworden als een zeer politiek geïnspireerde voorvechter van de katholieke orthodoxie. Van calvinistische zijde werd hij als een hevig te bestrijden tegenstander en vijand beschouwd. Pamfletten en spotprenten die hem aanvielen en belachelijk maakten, vonden gretig verspreiding.
Juist in dat kader verschenen er in 1569 en in 1578 twee werken waarin hij sterk over de hekel werd gehaald en werd voorgesteld als een seksueel perverse en tomeloos wraakzuchtige man. De boeken bevatten preken die zogenaamd door Brouwer waren gehouden in Brugge. Men legde hem ellenlange tirades in de mond, waarin hij in een vlotte volkse taal met veel scatologische verwijzingen zijn tegenstanders op de meest brutale manier te lijf ging. De boeken waren uiteraard vooral voor protestantse en erasmiaanse katholieke lezers bestemd.
Het eerste boek, meestal aangeduid als De Historie van Broer Cornelis, is anoniem verschenen in 1569. De verteller in het boek noemt zich Christianus Neuter, dat wil zeggen de onpartijdige christen, al wordt vermoed dat de Brugse drukker en uitgever Hubertus Goltzius geheel of gedeeltelijk de auteur ervan was. Aan de hand van de typografie is vastgesteld dat het boek in Norwich gedrukt is door Anthonis de Solempne. Die Engelse druk was niet zo vreemd, want veel drukkers uit de Nederlanden waren wegens de religieuze problemen naar Norwich en omstreken uitgeweken.
Het boek had als ellenlange titel: HISTORIE van B. CORNELIS ADRIAENSEN van Dordrecht, Minrebroeder binnen die Stadt van Brugghe. Inde welcke warachtelick verhaelt wert, de Discipline ende secrete penitencie of geesselinge, die hy ghebruycte met zijn Devotarigen: de welcke veroorsaect hebben zeer veel wonderlicke Sermoenen, die hy te Brugge gepredict heeft, teghen den Magistraet aldaer, ende teghen die vier Leden des Lants van Vlaenderen: Item tegen het vergaderen vande Generale staten, ende tegen die tsamen gheconfederierde Edel lieden: met noch veel andere gruwelicke blasphemien teghen Godt ende de natuere: Oock veel bloetdorstighe Sermoenen tegen de Calvinisten, Lutherianen ende Doopers, vol leelicke leugenen ende abominabile woorden. Inhoudende ooc twee vermaen brieven van Stephanus Lindius, anden selven B. Cornelis in Latine gesonden, ende nu overgheset in Nederlants: met noch sommighe Pasquillen ende Refereynen tusschen de Sermoenen begrepen.
Het is een boek van ruim 550 bladzijden (272 genummerde folia, een titelblad en 4 ongenummerde folia inleiding), en er kunnen drie delen in onderscheiden worden: de inleiding (waarin de auteur de voor satire gebruikelijke uitleg van zijn beweegredenen geeft), de beschrijving van de Discipline der devotarigen (of tuchtiging van vrome vrouwen) en een groot aantal preken. Ook zijn er enkele spotgedichten tegen Broer Cornelis in opgenomen, evenals twee brieven van 'Stephanus Lindius,' die Brouwer moesten aanzetten zijn toon en houding te matigen. Wat hij overigens niet deed. De brieven zijn een Nederlandse vertaling van twee Latijnse brieven die de priester Joannes Castelius in 1567 aan Brouwer geschreven had en die tolerant van toon waren.
Het hoofdstuk dat direct na de inleiding volgt, de Discipline der devotarigen, beschrijft hoe Broer Cornelis een geheime kring van aantrekkelijke vrouwen en jonge meisjes om zich heen verzamelde. Vanaf het begin van zijn predicaties in Brugge zou Brouwer de (geestelijke) voordelen van een maagdelijk leven steeds sterk benadrukt hebben: jonge meisjes moesten vooral maagd blijven; getrouwde vrouwen hoefden zich niet van seks te onthouden, maar moesten ernaar streven er geen plezier aan te beleven. Dit bracht veel vrouwen in gewetensnood, waarover ze zich bij Broer Cornelis beklaagden. Hij wist daar wel raad mee: de aantrekkelijkste onder de klaagsters nodigde hij uit voor zijn geheime genootschap, de andere verwees hij naar hun parochiepriester.
Zijn uitverkorenen zouden bij hem (en alleen bij hem!) hun biecht hebben moeten spreken, waarbij hij vooral geïnteresseerd was in hun seksuele fantasieën. Daarna zou hij de vrouwen zich soms hebben laten ontkleden, waarna ze hem nederig moesten vragen om getuchtigd te worden met een roe, die ze zelf moesten meebrengen. Brouwer zou ze dan op sensuele manier lichtjes geslagen hebben, wat hij dan lancsamich dede met een seker getal cleyner slaechskens, die niet seer seere en deden: de secrete penitentie, zoals die hier werd genoemd. Uiteraard was het de vrouwen ten strengste verboden om hierover ook maar iets tegen buitenstaanders te zeggen, zogenaamd omdat die er toch niets van zouden begrijpen. Natuurlijk lekte het geheim uit, wat volgens het boek veel opschudding in de stad teweegbracht, waarna Brouwer naar het minderbroedersklooster te Ieper gestuurd zou zijn.
De rest van het boek bevat teksten van preken, in een stereotiepe opzet: het is steeds alleen de uitleg hoe een bijbeltekst op het dagelijks leven van toepassing is. In die preken legt de auteur Broer Cornelis (dat wil zeggen de hoofdfiguur uit de satire; het is waarschijnlijk verstandig om onderscheid te maken tussen hem en de historische Cornelis Brouwer) allerlei bijzondere uitspraken in de mond en laat hij hem hevig tekeergaan tegen alles wat niet rechtzinnig rooms is: alle protestanten en de tolerante volgelingen van Erasmus en Cassander. Het boek eindigt tamelijk abrupt met de preek van 7 juni 1568.
Dit satirische werk was een groot succes en in de volgende anderhalve eeuw werden er niet minder dan zeventien drukken genoteerd (zie Bostoen 1999) van het eerste deel, het tweede, beide delen samen of delen uit het tweede boek. De laatst bekende druk is uit 1714.
Het tweede boek, dat pas in 1578 verscheen (dus negen jaar na het eerste deel), is waarschijnlijk wel gedrukt in Brugge. Dat kon toen zonder veel problemen, want die stad had toen een calvinistisch bestuur. De - opnieuw anonieme - verteller noemt zich hier Justus van Vredendael, wat doet vermoeden dat hier een andere auteur aan het woord is dan in het eerste boek.
De titel ervan luidt: Het tweede boeck vande sermoenen des wel vermaerden Predicants B. Cornelis Adriaenssen van Dordrecht, Minrebroeder tot Brugghe. Waervan d'inhouden begrepen staet int navolgende bladt. Eronder is een houtsnede afgedrukt van de prekende broer Cornelis.
Op dat 'navolgende bladt' staat dan een tekst die voor een aanzienlijk deel is overgenomen uit de titel van het eerste deel:
Inde welcke waerachtelijc verhaelt werden zeer veel wonderlijcke Sermoonen, die hy te Brugge gepredict heeft teghen den Magistraet aldaer, ende teghen die vier Leden des Lants van Vlaenderen. Item tegen sommighe gevluchte Princen, Graven, Heeren ende Edellieden, ter cause vande troublen om de Religie. Oock veel bloetdorstighe Sermoonen teghen de Calvinisten, Lutherianen, Doopers, Erasmianen, etc. Vol grouwelijcke blasphemien teghen Godt ende de natuere, ende vol leelijcke leughenen ende abominable woorden.
Inhoudende ooc twee Disputatien tusschen hem ende twee Doopers. Met noch sommighe Refereynen ende Pasquillen op hem, ende op zijn Devotarighen gedicht, tusschen de Sermoenen begrepen.
Het boek bevat praktisch alleen teksten van preken, met dezelfde opzet als in het eerste deel. De preken sluiten tot op de dag aan: de eerste preek is die van 8 juni 1568. Het tweede boek is wel moderner van opzet dan het eerste. Zo is de spelling moderner (bijvoorbeeld bij het gebruik van u en v, en in de spelling Geusen tegenover Guesen in het eerste deel) en zijn de bladzijden 'modern' aan beide zijden gepagineerd (en niet meer gefolieerd met één nummer per blad voor de voor- en achterkant). In totaal omvat het boek zo'n 780 pagina's. Als vertelling is het echter minder interessant dan het eerste deel; het is alsof de verteller meer bezig is geweest (oude?) aantekeningen uit te werken dan dat hij gepoogd heeft een goed verhaal te vertellen. Wel interessant en vermakelijk zijn de verslagen van de verhoren van Broer Cornelis met twee gevangengenomen wederdopers, Jacob Rore en Herman Vlecwijck, die beide in Brugge op 10 juni 1569 levend verbrand werden op grond van ketterij.